# São Januário (São Tomé)
São Januário é uma aldeia de São Tomé e Príncipe, localiza-se no distrito de Mé-Zóchi, ilha de São Tomé, próxima às localidades de Bombaim e de Vila Celeste.